# San Martín de Unx
San Martín de Unx (baszkul: San Martin Unx, ami szintén hivatalos elnevezés) település Spanyolországban, Navarra autonóm közösségben. San Martín de Unx Leoz, Lerga, Ujué, Beire, Olite és Tafalla községekkel határos. Lakosainak száma 364 fő (2024).

## Népesség
A település népessége az elmúlt években az alábbi módon változott:
| Lakosok száma | 458  | 436  | 447  | 460  | 458  | 414  | 370  | 392  | 393  | 364  |
|               | 2001 | 2004 | 2006 | 2009 | 2011 | 2014 | 2016 | 2019 | 2021 | 2024 |